# Пам'ятник Шиллеру (Берлін)
Пам'ятник Шиллеру (нім. Schiller-Denkmal) — мармурова статуя, встановлена на честь видатного німецького поета Фрідріха Шиллера в берлінському районі Мітте, в центрі площі Жандарменмаркт біля сходів, що піднімаються до колишнього Королівського драматичного театру, а нині Концертного залу. Скульптурна група була створена Рейнгольдом Бегасом, видатним представником берлінської скульптурної школи XIX століття.

## Опис
Статуя Шиллера встановлена на кубічному постаменті в оточенні чотирьох напівкруглих чаш, проте пам'ятник не є фонтаном. Чотири жінки, що сидять на бортиках чаш по кутах постаменту, символізують основні області творчості поета: Лірику з арфою, Трагедію з маскою, Філософію з сувоєм з написом старогрецькою «Пізнай самого себе» й Історію, в скрижалях якої крім Шиллера числяться Лессінг, Кант, Гете й інші знаменитості. Фрідріх Шиллер зображений на пам'ятнику впевненим в собі молодим чоловіком в лавровому вінку. В якості моделі для пам'ятника Бегас вибрав бюст Шиллера, виконаний другом поета скульптором Йоганном Генріхом фон Даннекером у 1794 році. На постаменті крім посвячення Шиллеру є два плоских барельєфа із зображеннями муз, які вручають поету ліру, й великих поетів минулого.

## Історія
У 1859 році по всій Німеччині намічалися урочистості з приводу 100-річчя від дня народження Фрідріха Шиллера. Але в Берліні через 11 років після революції 1848 року масові заходи були заборонені через загрозу заворушень. Принц-регент Пруссії і майбутній кайзер Вільгельм I вирішив відзначити ювілей поета, виділивши на створення пам'ятника Шиллеру 10 тисяч талерів. Магістрат Берліна також надав 10 тисяч талерів, а пожертвування населення склали ще 12 680 талерів.
Перший камінь у фундамент пам'ятника Шиллеру був закладений на 100-річний ювілей поета. Проєкт пам'ятника на цей момент ще не був підготовлений, а його урочисте відкриття планувалося на 1869 рік, у 110-у річницю від дня народження поета. У 1861 році магістрат Берліна оголосив конкурс на проєкт пам'ятника Шиллеру, в якому взяли участь 25 скульпторів. Остаточне затвердження переможця конкурсу Рейнгольда Бегаса було прийнято на початку 1864 року. З Бегасом в конкурсі жорстко змагався Рудольф Леопольд Зімерінг. Таке рішення міської влади ознаменувало перехід берлінської архітектури від пізньокласицистичних форм, успадкованих від Крістіана Даніеля Рауха, до необароко, яке чітко простежується в алегоричних жіночих образах Бегаса. Для Рейнгольда Бегаса пам'ятник Шиллеру став першим великим замовленням в його кар'єрі. Для роботи над цим проєктом Бегас в 1864—1866 роках тримав в Берліні сучасну майстерню на Штюлерштрассе. Відкриття пам'ятника Шиллеру було відкладено через Франко-прусську війну 1870—1871 років і відбулося в кінцевому підсумку 10 листопада 1871 року, на 112-у річницю від дня народження Фрідріха Шиллера. Центральна частина площі Жандарменмаркт між вулицями Егерштрассе і Таубенштрассе була переобладнана в сквер і в 1871—1936 роках називалася «площа Шиллера».

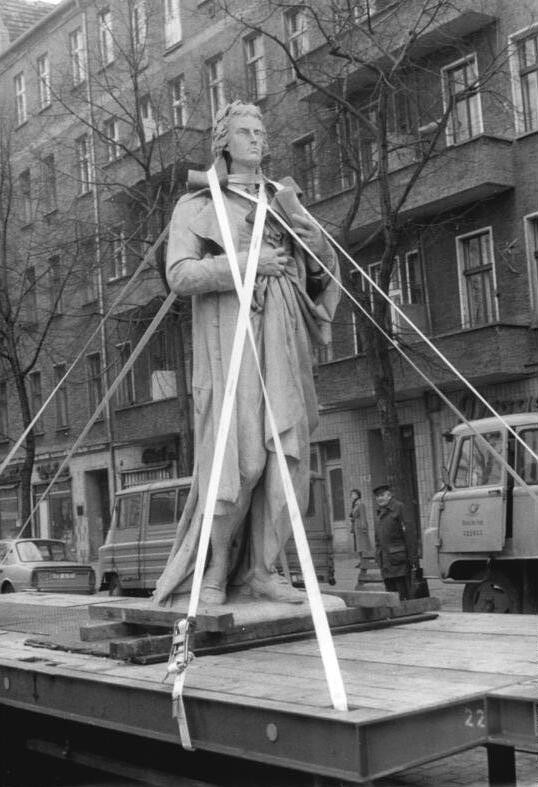
Перевезення пам'ятника Шиллеру з Західного Берліну (1986)

При націонал-соціалістах Жандарменмаркт з 1936 року переобладнали під проведення маршів. Сквер був знесений, а пам'ятник Шиллеру демонтований. У 1951 році пам'ятник Шиллеру встановили в парку Літцензе, в Західному Берліні. Алегоричні скульптури, які сильно постраждали, зберігалися на території зоопарку Фрідріхсфельде, в Східному Берліні. За угодою про обмін пам'ятниками культури між Західним і Східним Берліном від 6 травня 1986 року пам'ятник Шиллеру повернувся до Східного Берліна. У грудні 1988 року частково реконструйований, частково реставрований пам'ятник був встановлений на колишньому місці на Жандарменмаркт. Восени 2006 року була проведена капітальна реконструкція пам'ятника. Бронзова копія пам'ятника Шиллеру встановлена в південній частині парку Шиллера в берлінському районі Веддінг.